# بارك كيونغ ليم
بارك كيونغ ليم (بالكورية: 박경림)‏ هي فنانة ومضيفة وممثلة كوميدية ودي جي راديو وسيدة أعمال كورية جنوبية. ولدت يوم 8 ديسمبر 1978 في سول في كوريا الجنوبية.

## روابط خارجية
- بارك كيونغ ليم على موقع IMDb (الإنجليزية)
- بارك كيونغ ليم على موقع قاعدة بيانات الفيلم (الإنجليزية)